# Oficina de Envigado
La Oficina de Envigado (deutsch Das Büro von Envigado) ist eine zufällige Bezeichnung für ein Drogenkartell und eine Organisation der Organisierten Kriminalität in Kolumbien. Ihren Ausgangspunkt nahm sie in den 1980er Jahren in dem südlichen Medellíner Vorort Envigado im Anschluss an den Bürgerkrieg in Kolumbien und versteht sich heute als Arm zur Durchsetzung und Vollstreckung der Interessen des ehemaligen Medellín-Kartells. Die Organisation kontrolliert Erpressung, Glücksspiel und Geldwäschereien vor allem innerhalb des Aburrá Tals, aber auch landesweit. Es positioniert sich als der Hauptvermittler und Schuldeneintreiber in Streitsachen des Drogenhandels und unterhält wichtige Verbindungen mit den paracos (kolumbianische Paramilitärs im Drogengeschäft) und der Guerilla.

## Historie

### Ursprünge
Die Ursprünge dieser Organisation gehen zurück in die Zeit, als der damalige Drogenboss Pablo Escobar Gaviria versuchte seine Macht auf die Politik auszuweiten. Es war das Jahr 1982, als Escobar durch das Movimiento de Renovación Liberal („Bewegung der Liberalen Erneuerung“) in den Gemeinderat von Envigado gewählt wurde und drei Sitze eroberte. Im Laufe der Zeit dehnte Escobar seine Verbindungen zum Büro des Bürgermeisters aus und schaffte es Korruptionskanäle zwischen der Polizei und den Justizbeamten zu mobilisieren.
Aus der politischen Verwaltung ging das Departamento de Orden Ciudadano (DOC) hervor, mit polizeilichen Befugnissen und eigener Rechtsanwendung. Zur gleichen Zeit konsolidierte Escobar sein Hauptprojekt: die Verbrechensbekämpfung durch ein Sammlungsbüro. Mit anderen Worten, eine Art Zentrale für jeden, der ein Verbrechen im Aburrá-Tal beging und allgemeine Erpressungen tätigte. Das Amt bzw. Büro von Envigado, wie es zufällig genannt wurde, reichte auch bis in die Stellen der Straßenzulassung, um an Nummernschilder und Führerausweise heranzukommen.
Bis Dezember 1993, als Escobar von der Polizei getötet wurde, war die 'Oficina' eine seiner Stützen. Anschließend wurde Diego Murillo Bejarano, alias Don Berna, ehemaliger Stellvertreter des Drogenbarons Fernando Galeano, der Escobar wegen des Mordes an seinem Boss konfrontierte, zum neuen Boss des „Büros“. Um dies zu erreichen, machte Don Berna den kompletten Durchmarsch. Zuerst trat er in die Verfolgung von Pablo Escobars Los Pepes ein und ging dann zu den Paramilitärs, ohne den Drogenhandel jemals aufzugeben.

### Von 1990 bis ca. 2010
In der zweiten Hälfte der 1990er Jahre und obwohl Don Berna als Leiter des Bloque Cacique Nutibara der AUC („Vereinigte Selbstverteidigungskräfte von Kolumbien“) diente, war das 'Büro von Envigado' struktureller Teil der organisierten Kriminalität und des Drogenhandels. Es hatte zu der Zeit bereits drei Schlüsselfiguren, die sein Kommando unterstützten: Daniel Mejía alias Danielito, ehemaliges Mitglied des DOC; Upegui Gustavo Lopez, Inhaber des Fußballteams Envigado FC und Carlos Mario Aguilar alias Roger, ein ehemaliger Mitarbeiter der Justizverwaltung.
Auf nationaler Ebene stellten sich Don Berna und seine Verbündeten als Paramilitärs dar, obwohl sie letztlich alle Mafiabosse waren. Ramiro Vanoy, alias Cuco; Carlos Mario Jiménez, alias Macaco; Daniel Rendón Herrera, alias Don Mario; Vicente Castaño, alias El Profe; oder die Brüder Rodrigo und Guillermo Pérez Alzate, alias Julián Bolívar und Pablo Sevillano. In Medellín existierte der Metro-Block unter dem Kommando von Carlos Mauricio García, alias Doble Cero, aber die 'Oficina' lieferte ihre eigene kriminelle Dynamik.
Als die Uribe-Ära eintrat und der Friedensprozess mit den Selbstverteidigungsgruppen Gestalt annahm, traten die von den Analysten als „unregierbar“ bezeichneten Phänomene auf. Mit anderen Worten, der Rückgang der Tötungsdelikte und anderer Verbrechen im Aburrá-Tal. Eine Tatsache, die auf die Entscheidung des 'Amtes' und seines Chefs zugeschrieben wurde, um zu den Friedensverhandlungen beizutragen, indirekt aber um als Sicherheitsleistung gegenüber der Verwaltung von Sergio Fajardo (2004 bis 2007) und seinem Regierungssekretär, Alonso Salazar, zu wirken.
Zu dieser Zeit amtierte Gustavo Villegas als Koordinator der Demobilisierung des Cacique Nutibara-Blocks. Er war Sekretär der Regierung von Sergio Fajardo, als Alonso Salazar abtrat, um als Bürgermeister von Medellín zu kandidieren. Schon damals geriet der Friedensprozess zwischen Álvaro Uribe und den Selbstverteidigungsgruppen in eine Krise, weil das Verfassungsgericht das Gesetz von Gerechtigkeit und Frieden (Ley de Justicia y Paz) in seinen gerechten Proportionen aufgegeben hatte und die paramilitärischen Führer daraufhin versuchten, ihre illegalen Netzwerke wiederherzustellen, weil sie feststellten, dass ihr Übergang zur Politik blockiert war.

## Gegenwart
Die heutige 'Oficina de Envigado' ist eine Art Zweckbündnis, das sich hauptsächlich aus acht mittelgroßen 'Oficinas' oder, wie die Polizei sie nennt, kriminellen Organisationen, die mit Drogenhandel (Organizaciones Delincuenciales Integradas al Narcotráfico, ODIN) verbunden sind: Los Chatas, Picacho, Caicedo, La Terraza, La Union, Robledo, Los Triana und San Pablo. Diese 'Oficinas' kontrollieren heute bestimmte Territorien und kriminelle Aktivitäten durch Allianzen mit Banden, die als „Combos“ bekannt sind. Die 'Oficinas', die zusammen die 'Oficina de Envigado' bilden, kontrollieren etwa 65 Prozent der Stadtcombos, der Rest arbeitet entweder für unabhängige 'Oficinas' oder für alliierte Urabeños.
Als solches ist es heute (Stand 2018) vielleicht das komplexeste Beispiel der kolumbianischen Mafia: ein Wirrwarr von Dienstleistern und Subunternehmern, die von Geldwäsche und internationalem Kokainhandel bis hin zu Drogenverkäufen und Kleinsterpressungen auf der Straße mitwirken. 'La Oficina de Envigado' hat Verbindungen zu lokalen Autoritäten und Polizeibeamten, von denen einige Attentate verüben, genauso wie es Zusammenschlüsse mit Los Rastrojos und Los Zetas in Mexiko unterhält.

## Dokumentationen
- Tres décadas del poder paralelo de la Oficina de Envigado Geschichte des ‘Oficina de Envigado‘ in El Espectador vom 14. Juli 2017 (spanisch)
- Dokumentation des ‘Oficina de Envigado‘ El Tiempo, Abruf am 1. April 2018 (spanisch)